# Arapaho
Arapaho je jedno od značajnijih plemena prerijskih Indijanaca iz porodice Algonquian, nastanjeno tijekom 19. stoljeća duž rijeka Platte i Arkansas. Bilo ih je oko 3.000 (prema Mooneyu) 1780. Danas žive na rezervatima Wind River s Wind River Indijancima, njihovim bivšim neprijateljima i u Oklahomi s Cheyenne Indijancima, gdje čine znatnu većinu u takozvanom plemenu 'Cheyenne-Arapaho'.

## Ime
Ime Arapaho došlo je od Pawnee imena 'tirapihu' ili 'larapihu', čije je značenje 'trgovac' ('trader') ili od Crow-naziva koji znači “People with Many Tattoos.”. Sami sebe Arapaho nazivaju Inűna-ina (ili 'naš narod'). Druga plemena poznaju ih pod raznim nazivima.  Neki od ovih naziva odaju neke njihove običaje. Indijance Arapaho zbog jedenja pasa nazivali su i 'Dog Eaters', vjerojatno je prijevod raznih domorodačkih naziva. Znamo da su ih Caddo Indijanci nazivali Detseka'yaa 'jedači pasa' ili 'Dog-eaters'), Shoshoni i Comanche imali su za njih ime Säretika, u istom značenju. Pawnee i Wichita nazivi imaju ista značenja a i Kichai (njima srodni) ime Ano's vjerojatno odaje ovaj njihov običaj. Hidatsa Indijanci nazivali su ih  E-tah-leh ili 'Bison-path Indians'. Pleme Cheyenne, njima inače srodni zvali su ih Hitänwo'iv  'Oblačni narod' ('cloud men') ili 'Sky men' a Santee (plemena iz grupe Sioux) Mahpíyato ili 'Blue cloud'.  Izuzetno opasni Kiowa Indijanci podrugljivo su ih nazivali Komséka-Ki`ńahyup "men of the worn-out leggings." To jest  'narod u iznošenim leggingsima /'nogavicama'/ (to su preteče hlača, sastoje se od dva para nogavica uzicama pritegnutim za pojas. Indijanci su između nogu provlačili pregače i prebacivali preko pojasa kako bi spolni organi bili zaštićeni.  Tko bi se sjetio sašiti pregače preko ovih nogavice dobio bi suvremene hlače).

## Ogranci
- (1) Nákasine'na ('sagebrush men'; biljka aromatičnog lišča, pripada u Artemisie; kadulja), Báachinena (značenje je možda  'red willow men'),  Northern Arapaho /Sjeverni Arapahosi/. Danas nastanjeni s Wind River Indijancima na rezervatu Wind River u Wyomingu. Kroeber ih naziva Hinanae'inan  (Arapaho proper). Pod prva dva imena poznati su od ostatka plemena. Značajno je i da su ih Kiowa nazivali 'Sagebrush men', odnosno Tägyäko. Sve su to nazivi koji nam otkrivaju floru područja na kojemu su obitavali Sjeverni Arapahi. Oni su također čuvali svete plemenske predmete, i označavani su imenom 'majke plemena'.
- (2) Nawathinehena, Nanwaçinähä'änan, Nawathíneha, Náwunena, ili Southern Arapaho /Južni Arapahosi/, sada žive u Oklahomi sa Šajenima (Cheyennes). Nawathinehena su nazivani od Nákasine'na imenom 'Južnjaci' ('southerners'). Njih su Kiowe nazivali Ähayädal, naziv u pluralu za divlju šljivu. Hinono'eino, je skupina koja je starim izvorima nazivana Arapaho vlastiti čine danas većinu Južnih Arapaha
- (3) Aä'ninena, Hitoune'nan, Hitúnena, Atsina, ili Gros Ventres, Gros Ventres of the Prairie (Veliki Trbuh Prerije). Ovo se pleme odvojilo od Arapaha, osamostalilo i danas žive u Montani. Često su nazivani imenom 'Big Bellies' ('veliki trbusi'), naziv je bio davan i nesrodnom plemenu Hidatsa, pa su bili često brkani.  Pleme Hidatsa (iz roda Siouan) nazivano je Big Belly of the Missouri ili Gros Ventre of the Missouri.
- (4) Bäsawunena, Bääsanwuune'nan (ili) Besawunena, ova grana Arapaha priključila se Sjevernim Arapahima, njihovo ime znači ' wood-lodge people,' ili možda ' big lodge people.' Za njih se kaže da nisu od roda Arapaha, nego neko drugo pleme koje je čak bilo u ratu s Arapahima. Bäsawunena Indijanci kasnije su (prije kojih 250 godina; možda u 18. stoljeću) adoptirani od Sjevernih Arapaha.  Njihov dijalekt razlikovao se od dijalekata Arapaha. Swanton je još među njima otkrio oko 50 Basawunena, bilo ih je još nešto po drugim Arapaho skupinama.
- (5)Hánahawunena, Hananaxawuune'nan, ili Aanű'nhawa, također su se priključili Sjevernim Arapahima. Njihovo ime znači (`rock men' prema Kroeberu). Oni su također živjeli među Sjevernim Arapahima, praktično su nestali.

-Kroeber spominje još jednu bandu Arapaha, ali je njihovo ime već bilo zaboravljeno.

## Povijest
Prema tradiciji, Arapahi su nekada bili sjedilački narod koji je živio u dolini Red Rivera (North Dakota i Minnesota), jednom su se sjetili i krenuli na jugozapad preko Missourija. Na ovome putu dio njih se odvojio, to su Gros Ventre ili Atsina, do cijepanja je možda došlo zbog Vrana (Crow Indijanaca) koji su se kretali na sjever i presjekli im put. Ovo se zbilo negdje kasnih 1600-tih godina, jer se ranih 1700-ih udružuju s Blackfeet Indijancima. Arapahi se u 19. stoljeću podijeliše na dvije grupe, Sjevernu i Južnu.  Sjeverni se nastaniše u području Platte a Južni nastaviše put prema rijeci Arkansas. 1840. Arapahi čine mirovni ugovor sa Siouxima, Kiowama i Komančima i zaratiše sa Šošonima, Jutima i Pawnee Indijancima, obuzdali su ih tek zatvaranjem u rezervate. Ugovorom u 'Medicine Lodge' 1867. Južni Arapaho su smješteni u Oklahomu s Južnim Šajenima (Southern Cheyennes). Zemlja je sada bila otvorena za naseljavanje bijelog stanovništva. Sjeverni Arapahi kasnije su smješteni na rezervat Wind River u Wyomingu, gdje žive i danas. Odrođeni Gros Ventre nakon lutanja između Missourija i Saskatchewana priključili su se Assiniboinima na rezervat Fort Belknap u Montani.

## Život Arapaha
Arapahi su bili nomadski narod, živjeli su u tepee (ili tipi)-šatorima a bizon im je pružao gotovo sve što im je bilo potrebno za život. Znali su i trgovati s plemenima Arikara i Mandan koji su bili na glasu kao uzgajivači kukuruza, ovim proizvodom kod njih su se opskrbljivale i druge nomadske grupe. 
Arapahi su bili religiozan narod. Najsvetija stvar na svijetu im je 'Flat Pipe', pljosnata lula koju stavljaju čak iznad sunca. Njezin ju je čuvar nosio kao sveti teret i hodao okružen stražom.  Njegovo ime je 'onaj koji pokriva lulu'.  Nosač lule daje znak kada je kraj putovanja. Indijanci noću postavljaju krug oko šatora gdje lula 'noći'. Ova lula još je u vlasništvu plemena Northern Arapaho, a prema E. Lips, samo su je dva puta ugledale oči bijelaca, to je bilo 1898. kada ju je vidio Mooney, drugi bijelac bio je Carter (1938.). Luli Indijanci i dan danas prinose žrtve u jelu. Klip kukuruza, kamena kornjača i Flat Pipe u posjedu je Arapaha (po njihovom vjerovanu) od početka svijeta. 
Kao nomadi Arapahi bi ljeti pratili stada bizona, bili su majstori u lovu na te velike životinje. Miješanjem bizonovog mesa s nekim biljem i začinima dobivali su trajnu konzerviranu hranu poznatu kao 'pemmican'. Pemmican se čuvao u kožnim torbama parfleche. Odjeća Arapaha bila je od koža jelena ili losa ,sastojala se od pregača i 'leggingsa' (nogavica).  Jednom godišnje bande Arapaha bi se sastajale i održavale poznatu prerijsku svečanost 'Sun Dance' (Ples sunca), svečanost je trajala 8 dana a prethodila je velikom ljetnom lovu na bizone. Bande bi postavljale svoje šatore u kruh, a otvoreni ulazi u šator gledali su prema Istoku, tamo odakle Sunce dolazi. Galvni šator u kojemu se vršio obred 'Sun Dance Lodge' nalazio se u središtu logora. Tijekom ceremonije vršila su se obredna mućenja nad 'plesačima' koji nisu smjeli pokazivati nikakve znakove boli, posljedica bi bila strašna jer bi bio izvrgnut ruglu žena. Arapahi su bili poligaman narod, muž se imao pravo oženiti svojim sestrama čim bi ove postale zrele za udaju. Nadoknadu za njih nije morao plaćati.
- Arapaho logor u kojem se suši bizonovo meso kod Fort Dodgea u Kansas, 1870.
- Ženski leggingsi (nogavice) i mokasinke Južnih Arapaho Indijanaca, Oklahoma, 1910.
- Arapaho poglavica, 1898
- Black Otter, Arapaho, 1898
- Freckle Face, Arapaho-žena, 1898
- White Buffalo, Arapaho, 1898
- Yellow Magpie, Arapaho
- Standing Elk, Arapaho, 1900
- Black Horse, Arapaho
- Arapaho zastava, Wyoming

## Vanjske poveznice
- The Arapaho Tribe
- Arapaho
- Native Languages of the Americas: Arapaho (Arapahoe, Inuna-Ina)
- VOLUME-6 THE ARAPAHO
- Arapaho Moccasins
- Arapaho Lands  Arhivirana inačica izvorne stranice od 7. prosinca 2010. (Wayback Machine)
- The Flag Arapaho of Wyoming
- Facts for Kids: Arapaho Indians (Arapahos)
- Arapaho  Arhivirana inačica izvorne stranice od 25. travnja 2006. (Wayback Machine)
- Foto Galerija